# 加斯普拉星
 951號小行星（951 Gaspra）是一颗非常接近小行星带内层边缘的S-型小行星。1916年7月30日由俄羅斯天文學家格利果利·N·諾伊明在克里米亞錫梅伊茲天文台發現，小行星的名字是由发现者以克里米亚半岛上的一个旅游胜地加斯普拉命名。
小行星951是第一颗人类飞行器所探访过的小行星。1991年10月29日，伽利略号在前往木星的途中掠过了该颗小行星。

## 特征

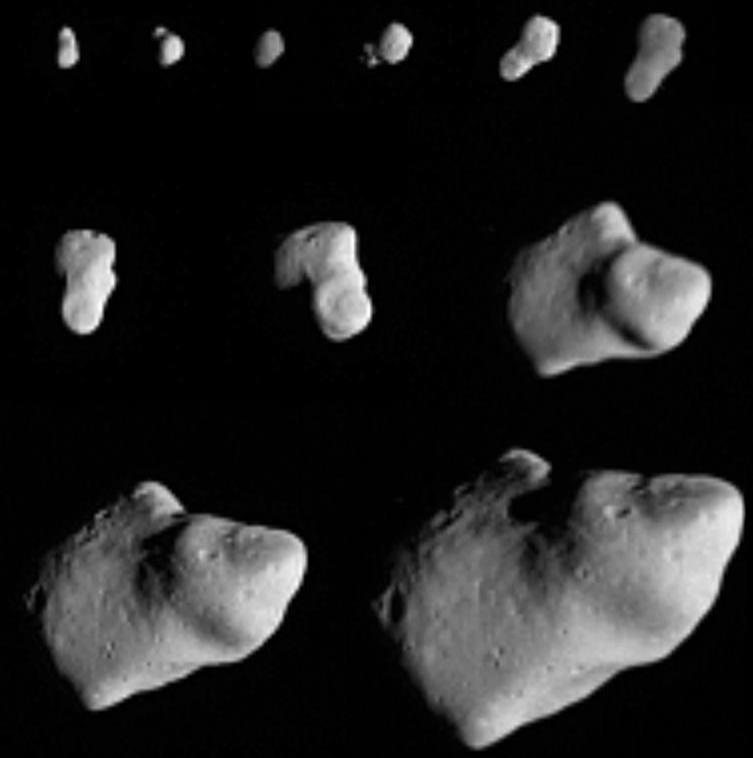
Successive images of a rotating Gaspra

除了大量的小型环形山，小行星951上还存在着6个以上的大面积平原地区和凹面地区。其中的一片平原（Dunne Regio）的范围达到5×7km，海拔起伏不超过200m。目前无法确定这些是撞击的结果还是它在与其母星分离时的琢面。不平衡的重力作用会很容易地使撞击坑呈现出平坦的模样。